# Valdeolmos-Alalpardo
Valdeolmos-Alalpardo – miasto w Hiszpanii we wspólnocie autonomicznej Madryt, 35 km na wschód od Madrytu. Miasto twoją 3 jednostki osadnicze: Valdeolmos, Alalpardo i Miraval, znane także pod nazwą La Paloma. Alalpardo słynie z szopki na żywo, w której ponad 200 osób tworzy obrazy narodzin Chrystusa.